# Pintu Pohan Pasar
Pintu Pohan Pasar is een bestuurslaag in het regentschap Toba Samosir van de provincie Noord-Sumatra, Indonesië. Pintu Pohan Pasar telt 1789 inwoners (volkstelling 2010).